# Велієва Севіль Фуадівна
Севіль Фуадівна Велієва (нар. 20 листопада 1992 року, Фергана, Узбекистан) — російська співачка, відома під сценічним ім'ям Seville, солістка групи Artik & Asti. Переможниця 5 сезону шоу «Маска» на НТВ.

## Біографія
Севіль Велієва народилася 20 листопада 1992 року в узбецькому місті Фергана . У 1995 році разом із сім'єю переїхала до Сімферополя. За національністю - кримська татарка. Музичної освіти немає у дитинстві займалася різними видами спорту, включаючи стрілянину та легку атлетику. Понад п'ять років відвідувала школу єдиноборств у секції шотокан-карате, входила до складу збірної України, проте через травму була змушена залишити спорт. Закінчила історико-філологічний факультет Кримського інженерно-педагогічного університету, має ступінь магістра філологічних наук. У студентські роки полягала в університетській команді КВК «Люди Т», брала участь у різноманітних творчих конкурсах. 

## Кар'єра
Брала участь в українських музичних телепроектах «Суперзірка» та «X-Фактор», у 2014 році була учасницею третього сезону російської версії вокального шоу «Голос (Росія)|Голос]]», де її наставниками були Леонід Агутін та Діма Білан, але до фіналу Велієвої дійти не вдалося.
21 січня 2022 року відбулася прем'єра треку «Гармонія» групи «Artik & Asti», записаного з новою солісткою Севіль Велієвою.. Сінгл очолив хіт-паради стрімінгових сервісів Apple Music та Spotify. 22 липня того ж року група випустила сингл «CO2», записаний спільно з DJ Smash. У той же день був випущений кліп, знятий режисером Катею Як. 30 грудня музичний портал TopHit назвав Artik & Asti найкращим гуртом року, а трек «Гармонія» був визнаний одним із найкращих радіохітів року. 10 лютого 2023 року дует представив пісню «Лялька», а також хвилинний сніпет композиції «Бути щасливою». 13 лютого відбулася прем'єра кліпу на пісню «Лялька». Трек дебютував під другим номером у хіт-параді сервісу «Яндекс.Музика», під сьомим – у VK Music та під тринадцятим – у Apple Music. 30 червня був представлений трек «За обрій», записаний спільно з Мотом.
У 2024 році взяла участь у п'ятому сезоні шоу «Маска» на НТВ в образі Єнота, де за підсумками посіла перше місце..

## Особисте життя
З 2022 року зустрічається  з музикантом TONI (Антон Гайворонський)

## Дискографія

### Сингли

#### Сольно
- 2023 — Один из двух, разом з Артемом Качером
- 2024 — Дышать, разом з Романом Бестселлером

#### В складі гурту «Artik & Asti»
- 2022 — Гармония
- 2022 — СО2, cовместно с DJ Smash
- 2023 — Кукла
- 2023 — Мир сошёл с ума, cовместно с Mars Deimos
- 2023 — За горизонт, cовместно с Мотом
- 2023 — Вселенная
- 2024 — Качели
- 2024 — Та, что делает больно
- 2024 — Nobody Like You, совместно с NICK RIIN
- 2024 — Худи, совместно с Джиганом и NILETTO
- 2025 — Быть счастливой

### Альбом
| Назва                                  | Інформація                                                                    | Примітки |
| -------------------------------------- | ----------------------------------------------------------------------------- | --- |
| Sevil, Vol. 1                          | - Реліз: 13 березня 2019 - Лейбл: O.Z - Формат: Цифрова дистрибуція           | - Трек-лист (посилання) |
| Sevil, Vol. 2                          | - Реліз: 21 серпня 2021 - Лейбл: O.Z - Формат: Цифрова дистрибуція            | - Трек-лист (посилання) |
| Качели (в складі гурту «Artik & Asti») | - Реліз: 9 лютого 2024 - Лейбл: Self Made Music - Формат: Цифрові дистрибуція | \| * Трек-лист [10] \| * Трек-лист [10] \| * Трек-лист [10] \| \| # \| Назва \| Тривалість \| \| ---------------- \| ----------------------- \| ---------------- \| \| 1. \| «Качели» \| 3:46 \| \| 2. \| «На ножах» \| 3:01 \| \| 3. \| «Та, что делает больно» \| 3:21 \| \| 4. \| «Только раз» \| 2:42 \| \| 5. \| «Вселенная» \| 3:56 \| \| 15:23 \| \| \| |
| * Трек-лист                            |                                                                               | |
| #                                      | Назва                                                                         | Тривалість |
| 1.                                     | «Качели»                                                                      | 3:46 |
| 2.                                     | «На ножах»                                                                    | 3:01 |
| 3.                                     | «Та, что делает больно»                                                       | 3:21 |
| 4.                                     | «Только раз»                                                                  | 2:42 |
| 5.                                     | «Вселенная»                                                                   | 3:56 |
| 15:23                                  |                                                                               | |

## Відеографія

### Сольно
- 2020 — Хулиган
- 2021 — Химия
- 2023 — Один из двух, разом з Артемом Качером
- 2024 — Гори, гори (OST «Дайте шоу»)

### У складі гурту «Artik & Asti»
- 2022 — Гармония
- 2022 — СО2, разом з DJ Smash
- 2023 — Кукла
- 2023 — Мир сошёл с ума, разом з Mars Deimos
- 2023 — Вселенная
- 2024 — Качели
- 2024 — Та, что делает больно
- 2024 — Nobody Like You, разом з NICK RIIN
- 2024 — Худи, разом з Джиганом и Niletto